# 2013년 FIFA 발롱도르
2013년 FIFA 발롱도르는 2014년 1월 13일 스위스 취리히에서 시상식이 열렸다. 뤼트 휠릿과 페르난다 리마가 시상식 사회자를 맡았다.

## FIFA 발롱도르
| 순위 | 선수                    | 국적         | 클럽                            | 득표율 |
| ---- | ----------------------- | ------------ | ------------------------------- | ------ |
| 1위  | 크리스티아누 호날두     | 포르투갈     | 레알 마드리드                   | 27.99% |
| 2위  | 리오넬 메시             | 아르헨티나   | 바르셀로나                      | 24.72% |
| 3위  | 프랑크 리베리           | 프랑스       | 바이에른 뮌헨                   | 23.36% |
| 4위  | 즐라탄 이브라히모비치   | 스웨덴       | 파리 생제르맹                   | 5.29%  |
| 5위  | 네이마르                | 브라질       | 산투스 / 바르셀로나             | 3.17%  |
| 6위  | 안드레스 이니에스타     | 스페인       | 바르셀로나                      | 2.08%  |
| 7위  | 로빈 판 페르시          | 네덜란드     | 맨체스터 유나이티드             | 1.79%  |
| 8위  | 아르연 로번             | 네덜란드     | 바이에른 뮌헨                   | 1.77%  |
| 9위  | 가레스 베일             | 웨일스       | 토트넘 홋스퍼 / 레알 마드리드   | 1.32%  |
| 10위 | 안드레아 피를로         | 이탈리아     | 유벤투스                        | 1.11%  |
| 11위 | 라다멜 팔카오           | 콜롬비아     | 아틀레티코 마드리드 / AS 모나코 | 1.08%  |
| 12위 | 야야 투레               | 코트디부아르 | 맨체스터 시티                   | 0.99%  |
| 13위 | 로베르트 레반도프스키   | 폴란드       | 보루시아 도르트문트             | 0.92%  |
| 14위 | 필리프 람               | 독일         | 바이에른 뮌헨                   | 0.82%  |
| 15위 | 사비                    | 스페인       | 바르셀로나                      | 0.81%  |
| 16위 | 메수트 외질             | 독일         | 레알 마드리드 / 아스널          | 0.71%  |
| 17위 | 바스티안 슈바인슈타이거 | 독일         | 바이에른 뮌헨                   | 0.43%  |
| 18위 | 토마스 뮐러             | 독일         | 바이에른 뮌헨                   | 0.43%  |
| 19위 | 루이스 수아레스         | 우루과이     | 리버풀                          | 0.39%  |
| 20위 | 에딘손 카바니           | 우루과이     | 나폴리 / 파리 생제르맹          | 0.36%  |
| 21위 | 티아구 시우바           | 브라질       | 파리 생제르맹                   | 0.24%  |
| 22위 | 에당 아자르             | 벨기에       | 첼시                            | 0.16%  |
| 23위 | 마누엘 노이어           | 독일         | 바이에른 뮌헨                   | 0.08%  |

## FIFA 올해의 여자 선수
| 순위 | 선수              | 국적   | 클럽                                | 득표율 |
| ---- | ----------------- | ------ | ----------------------------------- | ------ |
| 1위  | 나딘 앙거러       | 독일   | 1. FFC 프랑크푸르트 / 브리즈번 로어 | 18.85% |
| 2위  | 애비 웜백         | 미국   | 웨스턴 뉴욕 플래시                  | 15.02% |
| 3위  | 마르타            | 브라질 | 튀레쇠 FF                           | 14.02% |
| 4위  | 앨릭스 모건       | 미국   | 포틀랜드 손스                       | 11.98% |
| 5위  | 레나 괴슬링       | 독일   | VfL 볼프스부르크                    | 11.74% |
| 6위  | 로타 셸린         | 스웨덴 | 올랭피크 리옹                       | 7.87%  |
| 7위  | 구마가이 사키     | 일본   | 1. FFC 프랑크푸르트 / 올랭피크 리옹 | 7.19%  |
| 8위  | 오기미 유키       | 일본   | 투르비네 포츠담 / 첼시              | 5.15%  |
| 9위  | 닐라 피셰르       | 스웨덴 | 린셰핑스 / VfL 볼프스부르크         | 4.25%  |
| 10위 | 크리스틴 싱클레어 | 캐나다 | 포틀랜드 손스                       | 3.93%  |

## FIFA 올해의 남자 축구 감독
| 순위 | 감독                   | 국적       | 팀                            | 득표율 |
| ---- | ---------------------- | ---------- | ----------------------------- | ------ |
| 1위  | 유프 하인케스          | 독일       | 바이에른 뮌헨                 | 37.30% |
| 2위  | 위르겐 클로프          | 독일       | 보루시아 도르트문트           | 15.77% |
| 3위  | 알렉스 퍼거슨          | 스코틀랜드 | 맨체스터 유나이티드           | 14.55% |
| 4위  | 비센테 델 보스케       | 스페인     | 스페인                        | 9.14%  |
| 5위  | 조제 모리뉴            | 포르투갈   | 레알 마드리드 / 첼시          | 7.39%  |
| 6위  | 루이스 펠리피 스콜라리 | 브라질     | 브라질                        | 4.24%  |
| 7위  | 카를로 안첼로티        | 이탈리아   | 파리 생제르맹 / 레알 마드리드 | 3.48%  |
| 8위  | 아르센 벵거            | 프랑스     | 아스널                        | 3.31%  |
| 9위  | 라파엘 베니테스        | 스페인     | 첼시 / 나폴리                 | 2.55%  |
| 10위 | 안토니오 콘테          | 이탈리아   | 유벤투스                      | 2.27%  |

## FIFA 올해의 여자 축구 감독
| 순위 | 감독                  | 국적       | 팀               | 득표율 |
| ---- | --------------------- | ---------- | ---------------- | ------ |
| 1위  | 질비아 나이트         | 독일       | 독일             | 30.29% |
| 2위  | 랄프 켈레르만         | 독일       | VfL 볼프스부르크 | 13.75% |
| 3위  | 피아 순드하게         | 스웨덴     | 스웨덴           | 12.38% |
| 4위  | 신디 팔로 콘          | 미국       | 포틀랜드 손스    | 10.15% |
| 5위  | 에벤 펠레루드         | 노르웨이   | 노르웨이         | 7.10%  |
| 6위  | 파트리스 레르         | 프랑스     | 올랭피크 리옹    | 7.02%  |
| 7위  | 질 에켐               | 프랑스     | 프랑스 U-20      | 6.84%  |
| 8위  | 케네트 헤이네르묄레르 | 덴마크     | 덴마크           | 4.35%  |
| 9위  | 안나 싱네울           | 스웨덴     | 스코틀랜드       | 4.25%  |
| 10위 | 셸리 커               | 스코틀랜드 | 아스널           | 3.87%  |

## FIFA/FIFro 월드 베스트 XI
| 포지션 | 선수                  | 국적       | 클럽          |
| ------ | --------------------- | ---------- | ------------- |
| GK     | 마누엘 노이어         | 독일       | 바이에른 뮌헨 |
| DF     | 다니에우 아우베스     | 브라질     | 바르셀로나    |
| DF     | 세르히오 라모스       | 스페인     | 레알 마드리드 |
| DF     | 티아구 시우바         | 브라질     | 파리 생제르맹 |
| DF     | 필리프 람             | 독일       | 바이에른 뮌헨 |
| MF     | 사비                  | 스페인     | 바르셀로나    |
| MF     | 안드레스 이니에스타   | 스페인     | 바르셀로나    |
| MF     | 프랑크 리베리         | 프랑스     | 바이에른 뮌헨 |
| FW     | 리오넬 메시           | 아르헨티나 | 바르셀로나    |
| FW     | 즐라탄 이브라히모비치 | 스웨덴     | 파리 생제르맹 |
| FW     | 크리스티아누 호날두   | 포르투갈   | 레알 마드리드 |

## FIFA 푸슈카시상
| 선수                  | 국적   | 클럽   |
| --------------------- | ------ | ------ |
| 즐라탄 이브라히모비치 | 스웨덴 | 스웨덴 |

## FIFA 회장상
- 자크 로게

## FIFA 페어플레이상
- 아프가니스탄 축구 연맹

## FIFA 명예 발롱도르
- 펠레